# Trieste (porte-aéronefs)
Le Trieste (numéro de coque L9890) est un porte-aéronefs de la Marina militare italienne construit chez Fincantieri à Castellammare di Stabia et à chantiers navals de Muggiano à La Spezia. À son entrée en service en décembre 2024, il remplace le porte-aéronefs Giuseppe Garibaldi,.

## Construction
Le Trieste est commandé en Juillet de 2015 par l'armée italienne après la mise en application de la « Legge navale » (programme de construction navale), le constructeur retenu est le chantier naval Fincantieri, principal constructeur italien dans le domaine. Sa construction débute en juillet 2017 par la première découpe de tôle, elle est suivie en février 2018 par sa mise en cale. Le navire est lancé le 25 mai 2019. Initialement prévu pour être mis en service au milieu de l'année 2022, le Trieste n'est finalement intégré aux effectifs de la Marina Militare qu'en décembre 2024. Des modifications sont apportées au cours de sa construction dans ses capacités aéronavales, censé n'être qu'un porte-hélicoptère, Le Trieste est finalement doté d'un tremplin et pourra embarquer des F-35B.

## Caractéristiques techniques

### Navigation
Le Trieste est propulsé par un système combined diesel or gas composé de deux turbines à gaz Rolls-Royce MT30, de deux moteurs diesel MAN20v32 ainsi que de 4 générateurs diesel fournissant l'énergie nécessaire pour le fonctionnement de deux moteurs électriques intervenants dans les manœuvres à faible vitesse. Le navire a une capacité d'emport de 2600m3 de fioul lui conférant ainsi une autonomie en mer de 30 jours (théoriquement). Le navire peut atteindre environ 25 nœuds soit à peu près 46 km/h. 

### Armement
Le navire devrait à terme être équipé d'une artillerie navale conséquente comprenant : 3 canons Otobreda 76 mm; 3 canons téléopérés Oerlikon de 25 mm ainsi que de 2 mitrailleuses de 12,7 mm. Le navire sera par ailleurs équipé de missiles antiaériens puisqu'il est prévu l'installation d'un système de lancement vertical de seize Sylver A50 pourvu d'un panachage de missiles Aster 15 et 30 et éventuellement de missiles CAMM.

### Capacités aéronavales
Le navire est doté d'un hangar capable d'accueillir une quinzaine d'aéronefs (jusqu'à trente selon les configurations) ainsi que d'un pont d'envol de 230 mètres équipé de 8 spots hélicoptères ce qui lui permet de mettre en œuvre des hélicoptères. Depuis 2020 Le Trieste est pourvu d'un tremplin ce qui lui permettra de procéder au lancement d'aéronefs à décollage et atterrissage verticaux. Le Trieste sera donc dans quelques années peut-être équipé de ce type d'avion et deviendra dès lors un porte-aéronefs abandonnant sa terminologie d'origine de porte-hélicoptères. Ces avions seront probablement des F35-B (version navalisée du F35) déjà choisis pour équiper le porte-aéronef Cavour en remplacement de vieux AV-8B Harrier II. Seulement la commande italienne de F35 ne prévoit pas de F35-B supplémentaires pour le Trieste puisqu'il n'était pas vraiment prévu que le navire en emporte (la commande actuelle est de 60 F35-A et de 15 F35-B déjà réservés pour le Cavour). en attendant la commande de nouveaux F35-B et l'arrivée de ceux-ci sur le Trieste (s'il en est équipé), le bâtiment sera équipé d'une quinzaine (ou plus) d'appareils type NH-90 ou AW-101comme prévu initialement. Afin d'accueillir ces aéronefs le navire est équipé d'un hangar aviation de 107 mètres par 21 mètres (en configuration partagée avec les véhicules terrestres), deux ascenseurs latéraux de 14 mètres par 15 mètres permettront d'acheminer les hélicoptères du hangar au pont et vice-versa. 

### Installations amphibies
Le Trieste est équipé d'un radier de 50 mètres sur 15 mètres lui permettant de mettre à l'eau des transports de troupes et de matériels type LC23 commandés par la marina militare au chantier naval Vittoria. Ces engins de débarquement d'une dimension de 23,8 mètres sur 6,8 mètres sont capables d'accueillir soit un char Ariete, soit deux chars amphibies AAV-7, soit 300 soldats équipés. Le radier pourra aussi accueillir un engin sur coussin d'air américain type LCAC (à noter que le navire accueillera soit un LCAC soit 4 LC23). Afin de stocker le matériel et les véhicules de combat, le Trieste est équipé d'un hangar de 55 mètres sur 18 mètres relié au radier par une rampe de plus, le hangar aviation peut aussi servir de hangar à matériel. Le navire est capable d'accueillir 600 soldats.

### Capacités d'assistance aux civils
En plus de ses capacités aéronavales et de mise à l'eau d'engin de débarquement, le Trieste est aménagé afin de pourvoir porter assistance aux civils dans des zones en proie à la guerre (missions humanitaires) ou touchés par des catastrophes naturelles. Le bâtiment est capable de fournir électricité et eau potable et est équipé d'installations hospitalières occupant 700 m2. Ces installations sont pourvues de salles d'opération, de radiologie et de dentisterie. Grâce à ces installations le Trieste peut accueillir 27 blessés graves dans une configuration normale et plus si le hangar aviation est équipé de conteneurs spécialement conçus pour fournir des soins. Le navire peut aussi loger entre 600 à 700 civils (en l'absence de soldats), notamment dans des cas d'évacuations sanitaires ou de ressortissants et autres.

## Carrière opérationnelle
Le navire est mis en service le 7 décembre 2024 à Livourne en présence de Sergio Mattarella, président de la République Italienne.